# 沙岛 (弗罗茨瓦夫)

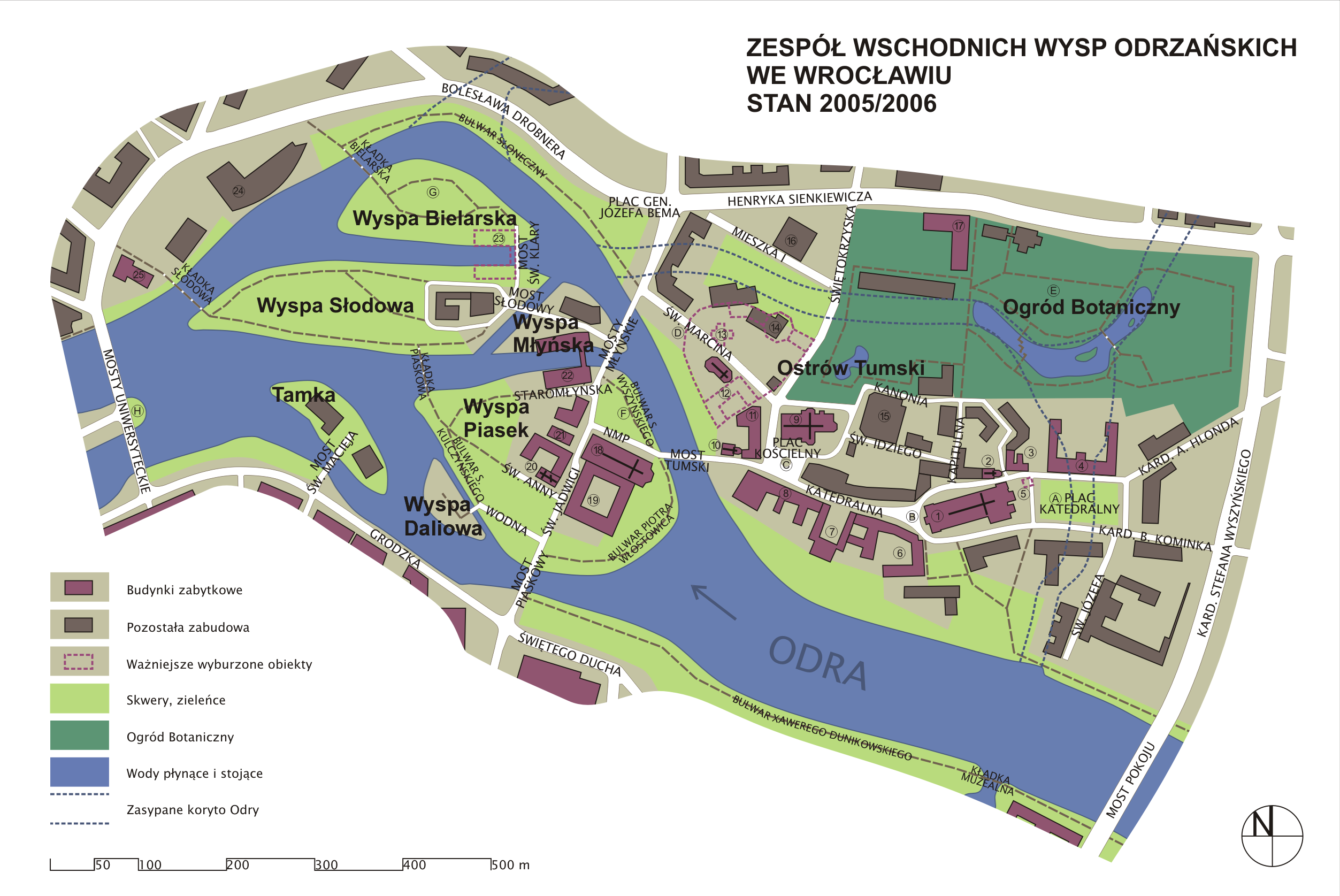

沙岛（波蘭語：Wyspa Piasek，[ˈpʲasɛk]）是波兰弗罗茨瓦夫的奥得河河中的數个岛屿之一，位于市中心旧城区，与奥得河左岸和弗罗茨瓦夫老城通过 Piaskowy 桥相连，与座堂岛通过图姆斯基桥相连。 
该岛面积约5公顷。岛上只有一条街道（圣雅德維加街，介于 Piaskowy 桥与 Młyńskie 桥之间）。 岛上有大学图书馆的一座建筑（原奥斯定会修道院）、一座古老的哥特式教堂圣亚纳堂（1810年重建为医院）、一座巴洛克式教堂圣济利禄圣默多狄堂（Saints Cyril and Methodius）和水车“玛丽亚”。 在过去，沙岛曾经建筑密集，然而在第二次世界大战的最后一个月里，许多建筑物都被摧毁。